# Sofiïsk
Sofiïsk (en rus: Софийск) és un poble (un possiólok) del krai de Khabàrovsk, a Rússia, que el 2019 tenia 314 habitants. Pertany al districte rural de Verkhnebureïnski.